# Zeta Scuti
Désignations
Zeta Scuti (ζ Scuti / ζ Sct) est une étoile binaire de la constellation de l'Écu de Sobieski. Elle est visible à l'œil nu avec une magnitude apparente de 4,66. Le système présente une parallaxe annuelle de 15,78 mas mesurée par le satellite Hipparcos, ce qui permet d'en déduire qu'il est distant d'environ ∼ 210 a.l. (∼ 64,4 pc) de la Terre. Il se rapproche du Système solaire à une vitesse radiale de −5 km/s.
Zeta Scuti est une binaire astrométrique et spectroscopique avec une période orbitale de 2 374 jours (6,5 ans) et une excentricité de 0,10,. Sa composante visible est une étoile géante jaune vieillissante de type spectral G9 IIIb Fe−0,5. La notation « Fe−0,5 » dans le suffixe indique que son spectre montre une légère sous-abondance en fer. L'étoile est 1,29 fois plus massive que le Soleil et son rayon est 9,3 fois plus grand que le rayon solaire. Elle est 62 fois plus lumineuse que le Soleil  et sa température de surface est de 4 750 K .